# شهرستان ورمیلون (ایلینوی)
شهرستان ورمیلون (به انگلیسی: Vermilion County) یک شهرستان‌ در ایالات متحده آمریکا است که در ایلینوی واقع شده‌است.